# Vulvodyni
Vulvodyni och vestibulodyni är kroniska smärttillstånd vilka yttrar sig som smärta i kvinnans yttre könsorgan (vulva) eller i slidans förgård (vestibulum vaginae) som varar minst tre månader utan tydlig orsak. Den vanligaste typen av vulvodyni är den vid beröring provocerade smärtan som är lokaliserad till förgården (slemhinnan kring slidöppningen), så kallad lokaliserad provocerad vestibulodyni (tidigare kallad vulvovestibulit eller bara vestibulit). Tillstånden medför generellt också en ökad generell spänningsnivå i slidans muskulatur, vilket kan leda till den sexuella funktionsstörningen vaginism. 
Smärta inuti själva slidan, oavsett orsak, kallas kolpalgi eller vaginodyni, och smärta vid samlag eller penetrering kallas dyspareuni.

## Orsaker
Vulvodyni har varit känt sedan 1980-talet, och aktuell forskning visar på att smärtproblematiken ofta har flera orsaker, men de exakta faktorerna är ännu oklara.
Några tänkbara orsaker är: 
- svamp i underlivet[6]

- kondylom[2]
- Infektion av humant papillomvirus, HPV[8]

- urinvägsinfektion[9] (samt antibiotika för att bota detsamma, eftersom den kan göra slemhinnorna skörare)

- sex utan tillräcklig lubrikation[2]

- överdriven sexuell aktivitet

- Sexuella övergrepp[2][8]

- överdrivet tvättande av underlivet, som torkar ut slemhinnorna,[8] så att det skyddande fettlagret blir tunnare eller en obalans i slidans bakterieflora uppstår.'
- Tvättande med hygienprodukter som kan innehålla medel som retar slemhinnorna, kontakteksem.[8]

- bruk av p-piller eller andra hormonella preventivmedel[3]

- antibiotikakurer[10]
- Bakteriell vaginos[8]
- Övertillväxt av nerverna (ökad innervering)[8] i slidmynningen vilket vållar en ökad smärtkänslighet i vävnaden på grund av det förhöjda antalet nervändar i området och/eller en överkänslighet av nerverna[11][6] i slidmynningen vilket framkallas av en sensitisering (överretbarhet) i nerverna, som (till följd av en sensorisk signalförstärkning i nervsystemet som agerar som en smärtförstärkande mekanism[12]) leder till att nerverna misstolkar vanligtvis smärtfria stimuli (exempelvis lättare beröring) som stickande, skärande, eller brännande smärta istället; samt psykisk spänning.[13]
- Det finns en association mellan depression och ångest och vulvodyni.[1][2]

## Symptom
Typiskt för sjukdomen är att den provoceras fram genom exempelvis beröring eller att något förs in i slidan. Smärtan kan sedan hålla i sig upp till några dagar. Det skall ha varat minst tre månader utan tydlig orsak.Smärttillståndet innebär att slemhinnorna runt slidöppningen har en uppreglerad smärtkänslighet, vilket ger sveda och smärta vid beröring, som till exempel när man cyklar, använder tampong, trånga kläder eller i samband med samlag. Man kan ha rodnad vid slemhinnan runt slidöppningen och även ha smärta i slidan (vaginism) och sveda i urinvägarna som kan misstolkas för urinvägsinfektion.

## Behandling
En utvärdering och systematisk översikt från statliga SBU, som har granskat och sammanställt forskningen om tillståndet, visar att det inte går att bedöma effekterna av vare sig läkemedel, psykologiska metoder (olika varianter av kbt och mindfulness) eller kirurgi. Det behövs bättre vetenskapligt underlag för att avgöra vilka behandlingar som fungerar och har bäst effekt. Särskilt behövs studier som utvärderar effekten av kombinerade behandlingsmetoder och multiprofessionella insatser.
Utvärdering har också visat att kombinerade fysioterapeutiska åtgärder (manuell behandling, patientutbildning, bäckenbottenträning och hemövningar) kan minska samlagssmärta mer och förbättra sexuell funktion mer än lokal behandling med bedövningssalva (lidokain). Effekten finns kvar vid uppföljning 6 månader efter avslutad behandling.
Förstahandsbehandling idag består av ett multidisciplinärt bemötande, där psykologisk behandling och bäckenbottenträning, desensibiliseringsövningar samt allmänna råd om hygien och sexuellt beteende ingår  Håller man uppe med p-piller som preventivmetod, och avstår från vaginala samlag så går läkningen snabbare. Tidigare har man i vissa fall använt operation som behandlingsmetod. När sjukdomen väl etablerat sig kan den bli långvarig, vilket understryker vikten av behandling. Ävenså en längre tids avhållsamhet har av vissa ansetts vara en bra möjlighet att låta slemhinnorna vila och reparera sig.

## Alternativa termer
Alternativa termer för vulvodyni inbegriper vulvavestibulit, brinnande vulva, vulvärt vestibulitsyndrom (VVS) och latinets vulva vestibulitis och vestibulodyni.